# リリーフカー

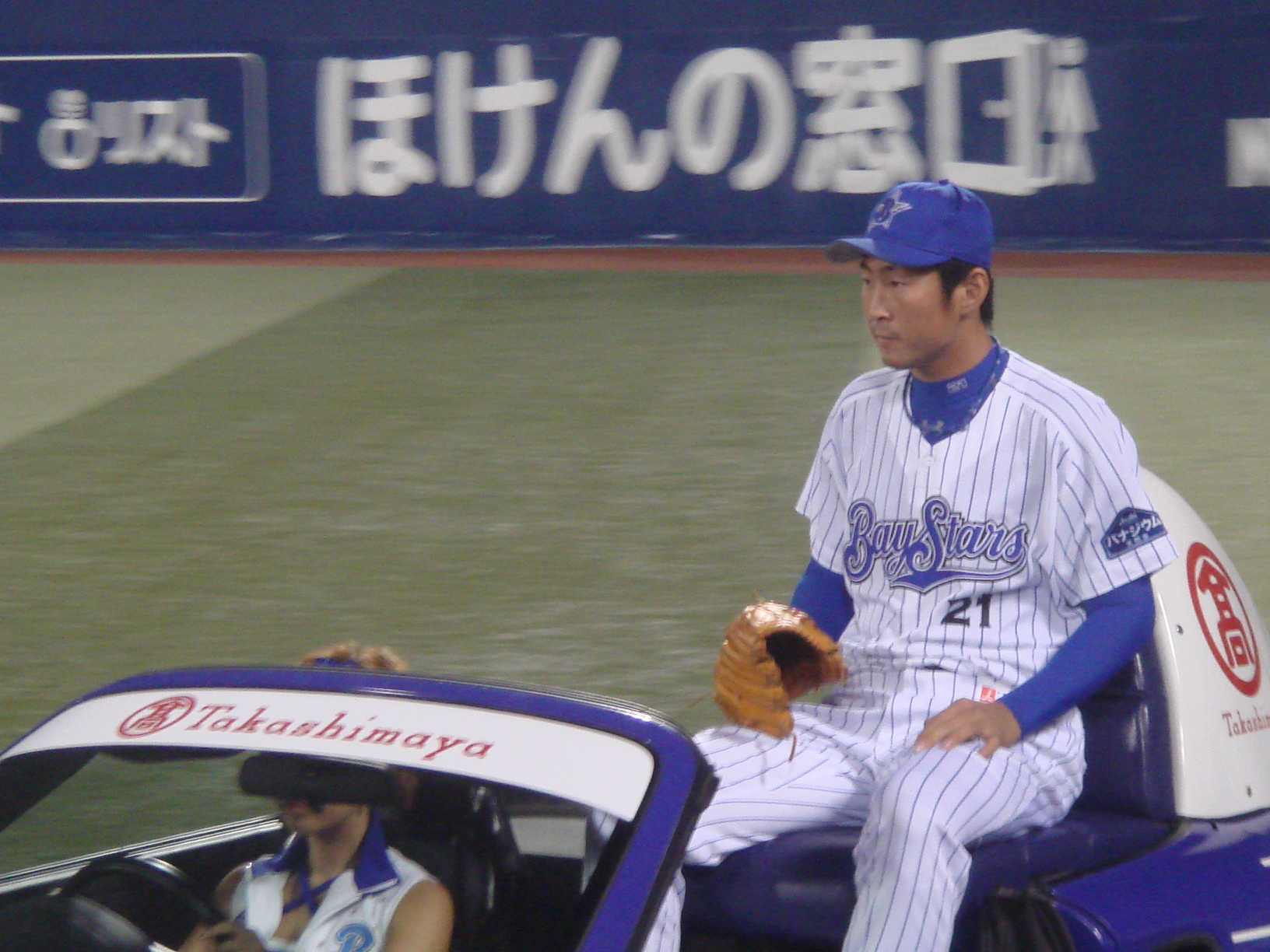
リリーフカーに乗る投手（吉見祐治）

リリーフカー（Relief car）は、主にプロ野球において救援投手が登板する際にブルペンからマウンドまで投手を送迎する自動車を指す。和製英語であり、英語では「Bullpen car」または「Bullpen cart」。

## 概要
救援投手が投球の準備を行なうブルペンは、ベンチ横のファウルグラウンドに置かれることもあるが、投手に打球が当たったり、野手がマウンドにつまずくなどして怪我をするリスクがある。そのためプロ野球の本拠地球場においては、スタンド下やラッキーゾーン内など、マウンドへの移動に時間がかかる場所にブルペンが設置されることもある。そこでブルペンへの投手送迎用車両として「リリーフ投手が乗る車」、つまり「リリーフカー」が登場した。
リリーフ投手はリリーフカーと呼ばれる車の助手席に乗り、ブルペンから登場する。
阪神甲子園球場のラッキーゾーンにブルペンが存在していた1964年、当時マウンドまで約70m離れていたためにその試合時間短縮策として、交替投手を阪神園芸が所有する荷物運び用のバイク後部に乗せ、マウンドまで送ったことに始まる。ちなみに第1号はジーン・バッキーであった。選手が運転手にしがみつきながら走るバイクは1970年代中期まで続き、その後自動車に変わった。
リリーフカーは基本的にホーム側・ビジター側それぞれ1台ずつ置かれ、ホーム側にはチームロゴやマスコットなどが描かれていることもある。運転は主に球場職員や、1980年代には一般公募で選ばれた「リリーフカー嬢」が行なうショー的な要素が加えられるようになった。また、広島市民球場では初期の頃は無線操作のリリーフカーが使用されており、運転手が同乗していなかった。後楽園球場でリリーフカー嬢を務めた人物からは選手に関する、いわゆる「暴露本」も出されている。
このほか、球団マスコットがアトラクションで使用するなど、本来の目的以外でも使用することがある。阪神甲子園球場では、試合終了後にヒーローインタビューに登場した阪神の選手がインタビュー終了後、場内に流れる六甲おろしをバックにリリーフカーに乗り込んでグラウンドを一周するファンサービスを行っている（ただしリリーフカーは2台しかないので、ヒーローインタビューが3人の場合、うち1人は徒歩となる）。過去には、読売ジャイアンツ（巨人）の王貞治が1977年に世界新記録となる「756号本塁打」を放った試合後、後楽園球場のリリーフカーで場内を一周して観衆の声援に応えたが、この時車を運転したのは堀内恒夫であった。なお、リリーフカーではないが、現在の東京ドームでも阪神甲子園球場と同様に、ヒーローインタビューに登場した巨人の選手がインタビュー終了後、「ヒーローカー」と呼ばれる広告付きの小型車両に乗って場内一周するファンサービスを行なっている。
1990年代以降に建設された日本のプロ野球本拠地球場ではブルペンがベンチ裏に設置されている事が多く、それにより投手の移動が容易になったこともあり、2023年時点でリリーフカーを置いているのは、全12球場中下記の4球場のみである。
メジャーリーグではほとんどの球場はブルペンが外野スタンド付近にあるが、投手は小走りで登場することが一般的である。かつては主に車体にボール、屋根に球団の帽子をかたどった特注のゴルフカートなどが使われていたが、1950年代を最後に一時的に消滅していた。しかし、2018年にアリゾナ・ダイヤモンドバックスの本拠地チェイス・フィールドでリリーフカーが復活した。同年にはさらにデトロイト・タイガース本拠地コメリカ・パーク、ワシントン・ナショナルズ本拠地ナショナルズ・パークで相次いでリリーフカーを導入している。

## 使用球場

### 現在使用中の球場

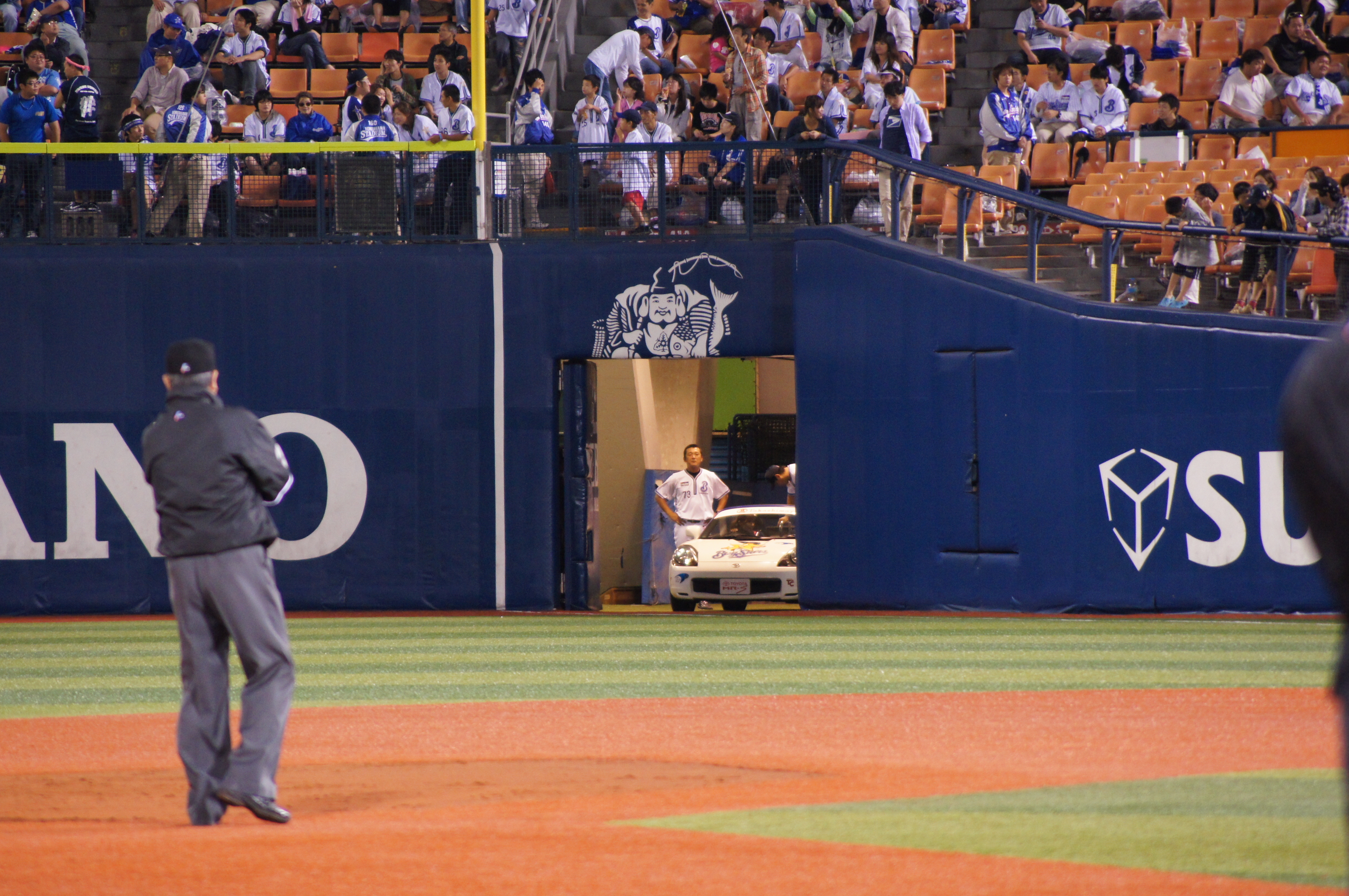
ブルペン出入口から出車する直前のリリーフカー（横浜スタジアム、2011年）

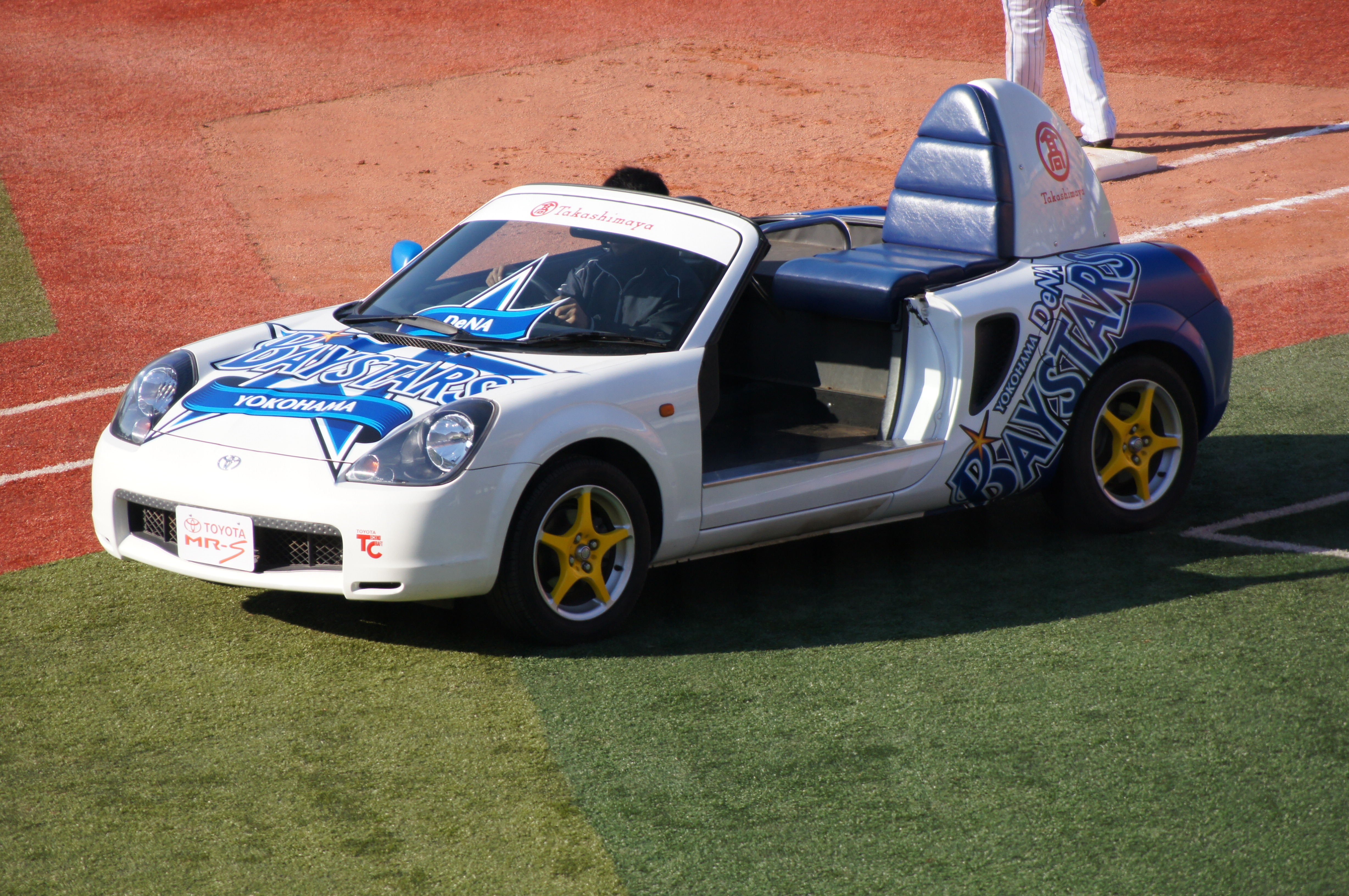
横浜スタジアムで使用されていたMR-S

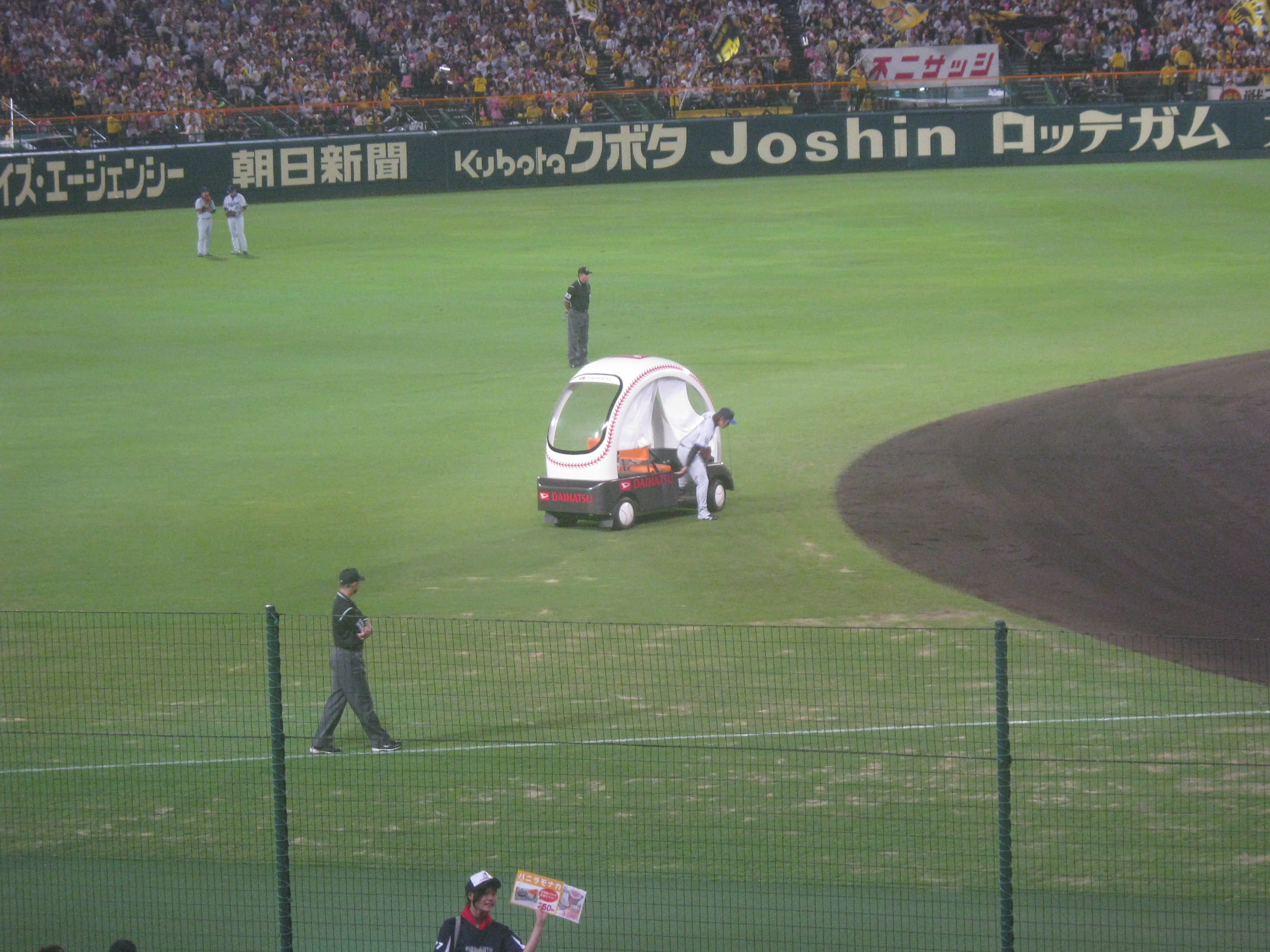
内野の手前でリリーフカーから降りる投手（阪神甲子園球場、2009年）

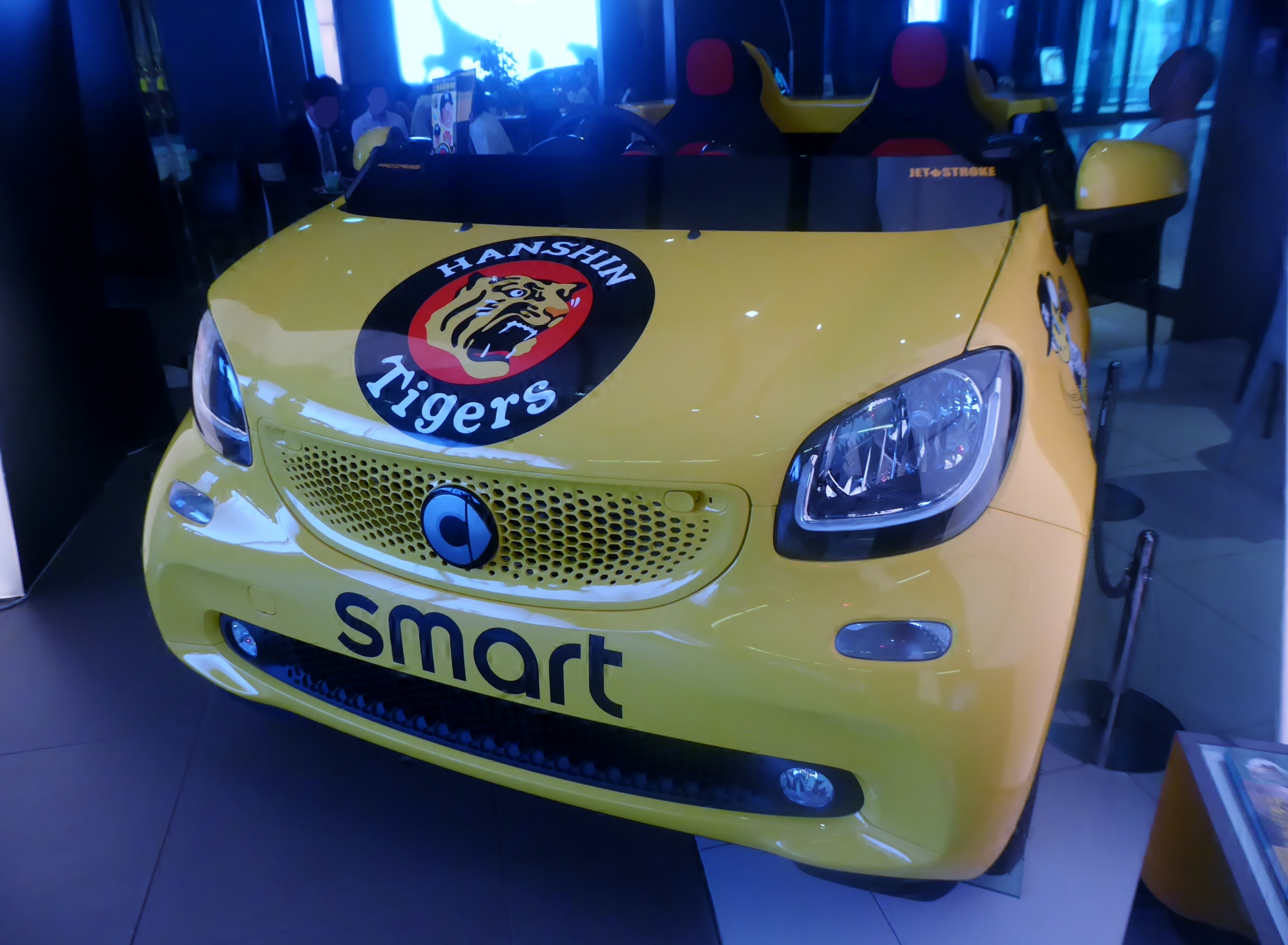
甲子園でリリーフカーとして使用されていたスマート・フォーツー
（ホーム用）

横浜スタジアム
現在は日産・リーフを改造したものを使用。投手は運転席より1段高い位置に設けられた後席に乗車する形を取っている。かつてはトヨタ自動車からの提供でMR-Sや、日産自動車からの提供でブルーバードやBe-1（使用車両は現在、日産座間事業所で保存）、エスカルゴが使用された。
千葉マリンスタジアム（ZOZOマリンスタジアム）
ヒョンデ・アイオニック5ベースのものを2025年8月から使用。ホーム用は白、ビジター用は黒のカラーリング。それまでのオープンカーベースのものと異なりクローズドトップのものがベースとなっているため、ブルペンから出る際に客席に近い側となるドア2枚と屋根の大部分がなく切り欠きになっている。切り欠きがあるのはホーム用は左側、ビジター用が右側だが、ともにハンドルは右側で投手の乗る座席は左側と統一されており、ビジター用はホーム用より投手の座席が奥にある。かつてはボルボ・C70（ボルボディーラーの東邦オート提供）が4代に渡り使用されていて（正確にはC70の初代・同2代目前期・同2代目後期2010年モデル・同2代目後期2013年モデルと更新）、退役車両はドアを再度付けるなど原状復帰した上でファンにオークションの形で払い下げられていた。その後は、アウディ・A5カブリオレ、メルセデス・ベンツ・S560カブリオレ、メルセデスAMG・SL43が使用された他、電気自動車を使用していた時期がある。この電気自動車は資料館「マリーンズ・ミュージアム」に展示保存されていた（現在は撤去）。
阪神甲子園球場
以前はゴルフ場で使われる2人乗りのカートを使用していた。ラッキーゾーン撤去後はベンチ横ブルペンを使用したため廃止されたが、1999年よりスタンド下ブルペンを使用するようになりリリーフカーも復活した。なお、内野は全面土のため内野には乗り入れず、外野の芝生の切れ目手前で折り返す。復活後のリリーフカーは、ダイハツ・ミゼットII電気自動車仕様が使われたあと、2011年シーズンよりメルセデス・ベンツの日本法人がリリーフカーのスポンサーとなり、9月まではダイハツ製にベンツのステッカーを貼って使用した（但し、2011年4月15日 - 17日に開催された楽天対オリックス戦では使用せず）が、9月13日よりホームは黄色、対戦相手は白いスマート・フォーツー（第2世代・電気自動車仕様）をリリーフカーとして採用した。2016年シーズンから2021年シーズンまでは車両が第3世代のスマート・フォーツーを使用していた。2022年シーズンからはリリーフカースポンサーはトヨタ自動車に変更となり、車両もトヨタ・C+podを使用している。
エスコンフィールドHOKKAIDO
クボタ・ユーティリティビークルを使用。ホーム用はファイターズブルー、ビジター用はオレンジのものを使用する。
（参考）社稷野球場
韓国のロッテ・ジャイアンツの本拠地。特別仕様のヒュンダイ・ヴェロスターを使用する。それ以前はMINIを使用していた。
（参考）オールスターゲームでのリリーフカー
マツダが冠スポンサーとなっていた時は、横浜スタジアムや千葉マリンスタジアムでの試合では同社の車両（RX-8やアテンザなど）のオープン仕様車が使われていた。
（参考）2020年東京オリンピックでのリリーフカー
横浜スタジアムの開催ではあるが、トヨタがIOCワールドワイドパートナーとなっているため、APM（アクセシブル・ピープル・ムーバー)をカスタムしたものを使用。

### かつて使用していた球場

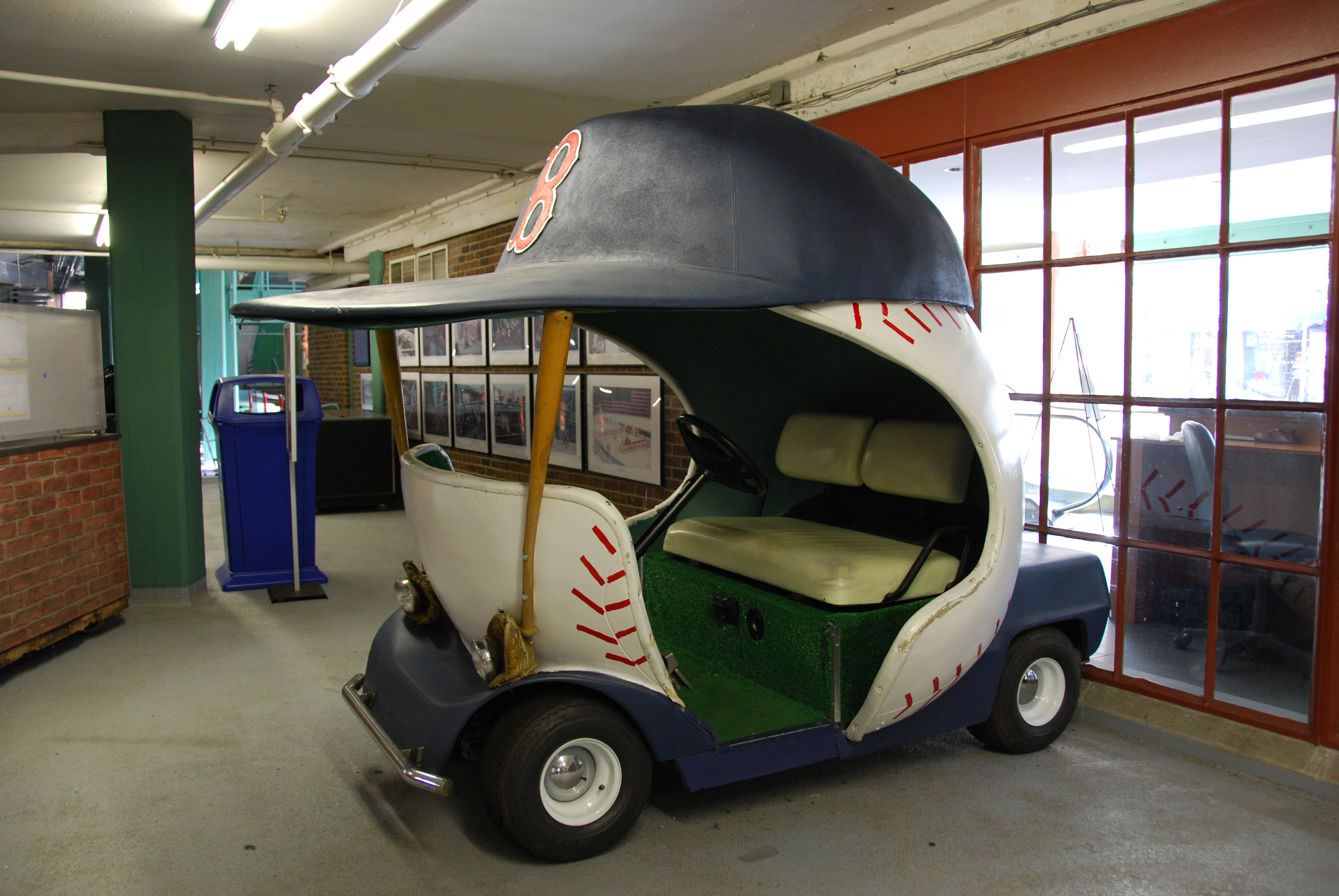
かつてフェンウェイ・パークで用いられたリリーフカー

後楽園スタヂアム
1973年頃はホンダのオープンカーが使用され、のちグラウンドが人工芝化された1976年頃に日産丸紅・ゴルフカー（車名のとおりゴルフ用カート）を導入。ちなみに王貞治が本塁打世界記録達成後の場内一周に使用したのもこれであった。1979年には富士重工業（現：SUBARU）製のボール型ボディを使用した車両も登場し、こちらは現在野球殿堂博物館に展示されている。
西宮球場
やはり人工芝化された1978年から使用。甲子園と同じくダイハツ製で、ボールを半分に切ったような形状だった。
広島市民球場
他の球場とは異なり、無線操縦で運転され、投手のみが乗っていた。後に運転手が操縦する電気自動車が採用されたが、現在の本拠地であるMAZDA Zoom-Zoom スタジアム広島では使用されていない。
平和台野球場
人工芝化された1979年から後楽園球場と同じものを使用していた。

## リリーフカーにおける逸話
- 2011年4月27日、QVCマリンフィールドで行われた千葉ロッテマリーンズ対オリックス・バファローズの試合で、7回裏の無死満塁の場面で、バファローズは投手を小林雅英に交代し、場内アナウンスで小林がコールされるも、リリーフカーで登場したのは吉野誠という事態が発生した。吉野はこの事に気づきリリーフカーから降りてベンチに入り、本来登場するはずだった小林は、リリーフカーには乗らず、自分の足で走ってマウンドに駆け付けた[19]。
- 2012年8月30日、QVCマリンフィールドで行われた千葉ロッテマリーンズ対東北楽天ゴールデンイーグルスの試合で、7回表前のマリーンズの守備練習中に、投手交代（出場）を告げられていないにもかかわらず、リリーフカーに乗って南昌輝がマウンド付近までやってくる事態が発生した。南はリリーフカーから降りようとした際に、投球練習中の先発の小野晋吾が続投で、自身の出場ではない事を知り、南を乗せたリリーフカーはUターンし、ブルペンへと戻っていった。
- 2013年9月26日、阪神甲子園球場で行われた阪神タイガース対横浜DeNAベイスターズの試合で、8回表のベイスターズの攻撃中、松本啓二朗への代打・後藤武敏が打席に入った際に、加藤康介を乗せたリリーフカーが一度グラウンドに姿を現し、その後バックでブルペンへと戻る事態が発生した。加藤は松本に対して投げることになっていたが、後藤の代打によりそれが取り消されたことをブルペンが把握していなかった。これはブルペンに連絡するはずの中西清起ピッチングコーチが後藤の代打を把握するより先にマウンド上の松田遼馬に声を掛けに行っていたため、連絡が取れなかったことに起因している[20]。
- 2014年8月29日、阪神甲子園球場で行われた阪神タイガース対東京ヤクルトスワローズの試合で、9回表スワローズの攻撃中、登板していた榎田大樹がノーアウト満塁のピンチを作り、タイガースは投手交代を球審に告げ、呉昇桓を乗せたリリーフカーがグラウンドに入った途端、この日降り続いていた雨が強まり、そのまま試合中断を経て降雨コールドゲーム（10-5でタイガースの勝利）となる事態が発生した。呉はリリーフカーから降りたものの、そのままベンチに入り、この日マウンドに立つことはなかった[21]。
- かつて横浜DeNAベイスターズに在籍していたスペンサー・パットンが登板する際は、自身の意向により、リリーフカーを使わずに自ら走ってマウンドに向かっていった。
- 2017年5月17日、阪神甲子園球場で行われた阪神タイガース対中日ドラゴンズの試合で、8回表のドラゴンズの攻撃前、7回1死より登板していた桑原謙太朗がマウンドで投球練習を開始。すると髙橋聡文を乗せたリリーフカーが一度グラウンドに姿を現し、その後バックでブルペンへと戻る事態が発生した。これはドラゴンズは7回表の攻撃が投手の打順直前で終っていたため、タイガース側は代打を確信し、桑原に8回を投げさせず、代打に誰が出るかで交代する投手を選ぼうとしたが、ドラゴンズが代打を出さなかったため「既に出場している投手がイニングの初めにベンチからファールラインを越えていた場合、一人目の打者との対戦を完了させなければ投手交代はできない。ただし、その打者に代打が出た場合を除く」（要約）という野球規則に反していたため、交代が認められなかったことに起因している[22]。
- 2021年5月9日、横浜スタジアムで行われた横浜DeNAベイスターズ対阪神タイガースの試合で、7回裏のベイスターズの攻撃前、4回より登板していた馬場皐輔がそのままマウンドへ向かった。すると岩貞祐太を乗せたリリーフカーがグラウンドに姿を現し、直後にブルペンへと戻る事態が発生した。ベイスターズはこの回、7回表から登板していた4番手・エスコバーから始まる打順であったが、投手交代と思い込んだブルペン側がリリーフカーを発進。この時点で阪神側ベンチは馬場に交代を告げていなかったため、リリーフカーは審判らによってブルペンに戻るよう促された。その後、DeNA側から代打・乙坂智が告げられ、阪神側も正式に岩貞に交代を告げた。一度ブルペンに戻っていた岩貞は、今度はリリーフカーに乗らずに走ってマウンドへ駆け付けた[23]。